# (6797) Östersund
(6797) Östersund est un astéroïde de la ceinture principale.

## Description
(6797) Östersund est un astéroïde de la ceinture principale. Il fut découvert le 21 mars 1993 à La Silla par le programme UESAC. Il présente une orbite caractérisée par un demi-grand axe de 2,92 UA, une excentricité de 0,07 et une inclinaison de 1,1° par rapport à l'écliptique.

## Compléments